# Jordan International 2007
Die Jordan International 2007 als offene internationale Meisterschaften von Jordanien im Badminton fanden vom 5. bis zum 7. November 2007 in Amman statt.

## Finalergebnisse
| Disziplin    | Sieger                                | Finalist                            | Ergebnis     |
| ------------ | ------------------------------------- | ----------------------------------- | ------------ |
| Herreneinzel | Arvind Bhat                           | Aamir Ghaffar                       | 21–18, 21–14 |
| Dameneinzel  | Maja Tvrdy                            | Telma Santos                        | 21-15, 21-18 |
| Herrendoppel | Diluka Karunaratne Dinuka Karunaratne | Ali Shahhosseini Golam Reza Bagheri | 21–18, 21–17 |
| Damendoppel  | Chandrika de Silva Thilini Jayasinghe | Sabereh Kabiri Sahar Zamanian       | 21-19, 21-17 |
| Mixed        | Diluka Karunaratne Chandrika de Silva | Anushaka Lakshan Thilini Jayasinghe | 21-15, 23-21 |